# جنسیت و شخصیت
جنسیت و شخصیت کتابی از اتو واینینگر است. او این کتاب را در ۲۳ سالگی در ماه می ۱۹۰۳ کمی قبل از خودکشی نوشت. در این کتاب گرایش نویسنده به زن‌ستیزی و یهودستیزی کاملاً مشهود است. این کتاب یکی از مستندهای معروف وجود ایدئولوژی یهودی ستیزی در تاریخ جدید و نیز در مورد نوگرایی وینی است. 

## ساختار کتاب
در پاییز سال ۱۹۰۱، اتو واینینگر اثر خود که در واقع پایان‌نامه دکترایش بود را به زیگموند فروید نشان داد ولی برخلاف انتظارش، فروید این کتاب را به هیچ ناشری توصیه نکرد، با این حال پایان‌نامه او پذیرفته شد و او موفق شد با نوشتن این کتاب مدرک دکترای فلسفه خود را بگیرد. این کتاب در ماه ژوئن در سال ۱۹۰۳ به چاپ رسید، در این کتاب گرایش نویسنده به یهودستیزی و زن‌ستیزی کاملاً مشهود است. در تاریخ ۳ اکتبر ۱۹۰۳، واینینگر در آخرین محل سکونت بتهوون در وین خودکشی کرد. 

## محتوای کتاب
واینینگر که خود یهودی بود، در این کتاب به شدت نسبت به یهودی ها ابراز تنفر می کند. همچنین از نظر واینینگر ارزش زندگی فراتر از این دنیا است و زنها به آن دسترسی ندارند چرا که آنها سرشار از شهوت و بی خردی هستند. زنها تنها از طریق شوهرهایشان می توانند به یک زندگی دست دوم دسترسی پیدا کنند. از نظر واینینگر بین یهودی ها و زن ها شباهت های زیادی وجود دارد، و در واقع یهودی ها زن هستند چرا که ذات یهودی ها همیشه پر از شهوت است و کمونیست به دنیا می آیند و در واقع دیندار نیستند. از نظر او تنها یهودیت تنها برای غلبه بر خود است که اهمیت پیدا می کند، و مسیح که خود نیز یهودی بود بهترین یهودی بود چرا که کاملاً بر یهودی بودن خود غلبه کرد. واینینگر زنها و یهودی ها هر دو را فاقد روح و اخلاق و ناتوان در پرهیز از اعمال جنسی می داند، و به دنبال انسانیتی جدید بود که بر یک نوع مردانگی نوین بنا نهاده شده باشد. 
این کتاب باعث بروز جنجال های زیادی شده است، برخی او را متهم به داشتن بیماری روانی و توانایی های محدود فلسفی و ادبی کرده اند، اثر او را مملو از یهودی ستیزی، زن ستیزی و ترویج نفرت دانسته اند. نظرات واینینگر در مورد یهودی ها یکی از بهترین مستندات موجود نشان دهنده ایدئولوژی یهودی ستیزی در تاریخ جدید است. نازی ها چاپ این کتاب را به دلیل یهودی بودن نویسنده آن ممنوع کردند. این ممنوعیت باعث شد که این کتاب تا سال ۱۹۸۰ که دوباره در ایتالیا به چاپ رسید به دست فراموشی سپرده شود. 